# Драчево Полє
Драчево Полє (хорв. Dračevo Polje) — населений пункт у Хорватії, у Сплітсько-Далматинській жупанії у складі міста Вис.

## Населення
Населення за даними перепису 2011 року становило 13 осіб.
Динаміка чисельності населення поселення:

## Клімат
Середня річна температура становить 15,98 °C, середня максимальна – 27,43 °C, а середня мінімальна – 4,40 °C. Середня річна кількість опадів – 596 мм.
| Клімат поселення                              | Клімат поселення | Клімат поселення | Клімат поселення | Клімат поселення | Клімат поселення | Клімат поселення | Клімат поселення | Клімат поселення | Клімат поселення | Клімат поселення | Клімат поселення | Клімат поселення | Клімат поселення |
| Показник                                      | Січ.             | Лют.             | Бер.             | Квіт.            | Трав.            | Черв.            | Лип.             | Серп.            | Вер.             | Жовт.            | Лист.            | Груд.            |                  |
| Середній максимум, °C                         | 13,83            | 12,09            | 13,91            | 16,84            | 21,74            | 25,61            | 27,43            | 27,26            | 23,29            | 19,47            | 15,63            | 14,14            |                  |
| Середня температура, °C                       | 9,97             | 8,24             | 10,07            | 13,00            | 17,90            | 21,76            | 24,69            | 24,52            | 20,56            | 16,75            | 12,88            | 11,42            |                  |
| Середній мінімум, °C                          | 6,13             | 4,40             | 6,21             | 9,14             | 14,04            | 17,90            | 21,96            | 21,78            | 17,81            | 14,01            | 10,16            | 8,69             |                  |
| Норма опадів, мм                              | 57               | 47               | 54               | 47               | 39               | 32               | 20               | 34               | 54               | 66               | 79               | 67               |                  |
| Середньомісячна швидкість вітру, м/с          | 4.03             | 4.17             | 4.14             | 3.87             | 3.37             | 3.05             | 3.09             | 2.97             | 3.35             | 3.65             | 4.43             | 4.31             |                  |
| Середньомісячна сонячна радіація, кДж/м²·день | 5643             | 8419             | 12125            | 16860            | 20853            | 23608            | 24977            | 22016            | 16281            | 10672            | 6130             | 4791             |                  |
| --------------------------------------------- | ---------------- | ---------------- | ---------------- | ---------------- | ---------------- | ---------------- | ---------------- | ---------------- | ---------------- | ---------------- | ---------------- | ---------------- | ---------------- |
| Джерело:                                      |                  |                  |                  |                  |                  |                  |                  |                  |                  |                  |                  |                  |                  |